# Bruno Corra
Pour les articles homonymes, voir Corra.
Bruno Corra (né Bruno Ginanni Corradini le 9 juin 1892 à Ravenne et mort le 20 novembre 1976 à Varèse) est un écrivain et scénariste italien.

## Biographie
Fils du comte Tullio Ginanni Corradini (qui était également maire de Ravenne) et frère d'Arnaldo Ginna — les noms Corra et Ginna ont été suggérés par Giacomo Balla en résonance avec les mots correre (course à pied) et ginnastica (gymnastique) —, il passe son enfance et la plupart de sa jeunesse dans sa ville natale.
Il se consacre aux études classiques et, avec son frère aîné Arnaldo, approfondit en même temps ses connaissances en sciences occultes, en théosophie, en philosophies orientales, en alchimie et en médecine alternative.
Bruno Corra connait sa meilleure période au début du futurisme (Manifeste du théâtre futuriste synthétique en 1915 et Manifesto della cinematografia futurista, 11 septembre 1916), alternant avec l'activité de théoricien et essayiste (Per l'arte nuova della Nuova Italia, 1918), celle de dramaturge et romancier (Sam Dunn è Morto [Sam Dunn est mort], Edizioni Futuriste, 1915). Dans sa vaste production ultérieure, ses comédies, écrites en collaboration avec Giuseppe Achilli (Traversata nera, 1936, Il pozzo dei miracoli, 1937, etc.) se démarquent, au nom d'une conception beaucoup plus accommodante du travail d'un écrivain. Certaines de ses œuvres narratives et théâtrales ont connu des versions cinématographiques.
Fin 1912, il fonde avec Mario Carli et Emilio Settimelli la revue The Centaur, qui vise à l'expression d'une conception non dogmatique de l'art. En 1916, il participe à la réalisation du film Vita futurista, en collaboration avec Balla et Marinetti, un film produit et réalisé par Arnaldo Ginna (film dont il ne subsiste plus que quelques images).
Il quitte le futurisme quelques années après la fin de la Première Guerre mondiale, publiant des romans et des comédies d'évasion qui obtiennent un succès décent auprès du public, comme The Island of Kisses en 1918, écrit en collaboration avec Marinetti, ou The Passatore of 1929 (sur Stefano Pelloni).

## Filmographie (comme scénariste)
- 1938 : Inventiamo l'amore
- 1939 : Traversata nera
- 1949 : Il pozzo dei miracoli (it)
- 1949 : El hombre de las sorpresas (es)
- 1952 : Amours interdites (Inganno) de Guido Brignone

## Théâtre
- La canaglia, 3 actes, 1920 (avec Emilio Settimelli)
- Becco + Becco = Felicità, 1920 (avec Emilio Settimelli)
- Alterazioni di carattere (avec Arnaldo Ginna)
- Le mani (avec Filippo Tommaso Marinetti)
- Le torri del diavolo, 1935 (avec Giuseppe Achille)
- E dev’esere un maschio, 1935 (avec Giuseppe Achille)
- Traversata nera, Il dramma (it), n° 244, 15 octobre 1936, pp. 2–24 (avec Giuseppe Achille)
- Toccasana, 1937 (avec Giuseppe Achille)
- Il pozzo dei miracoli, Il dramma, n° 262, 15 juillet 1937, pp. 2–25 (avec Giuseppe Achille)
- Inventiamo l'amore, Scenario, février 1938 (avec Giuseppe Achille)
- Le donne sono così, Il dramma, n° 288, 15 août 1938, pp. 4–26 (avec Giuseppe Achille)
- La trovata dell’Avvocato Max, un acte et trois temps, Il dramma, n° 334, 15 juillet 1940, pp. 42–47
- Addio a tutto questo, 3 actes, 1940 (avec Giuseppe Achille)
- Il cuore di allora, trois actes, Il dramma, n° 356, 15 juin 1941, pp. 9–29 (avec Giuseppe Achille)
- Ambizione, trois actes, 1942 (avec Giuseppe Achille)

## Roman
- (it) Sam Dunn è Morto, Edizioni Futuriste, 1915 rééd. Sam Dunn est mort  (trad. de l'italien par Jean Pastureau), Paris, Allia, 2005, 96 p. (ISBN 2-84485-189-4, lire en ligne)